# جاك فورستر
جاك فورستر (بالإنجليزية: Jack Forster)‏ هو لاعب اتحاد الرغبي بريطاني، ولد في 19 مارس 1987 في ويغان في المملكة المتحدة.

## وصلات خارجية
- جاك فورستر على موقع ItsRugby.co.uk (الإنجليزية)